# Rick Carter
Rick Carter (Los Angeles, 1950) é um decorador de arte estadunidense. Venceu o Oscar de melhor direção de arte na edição de 2010 por Avatar, com Robert Stromberg e na edição de 2013 por Lincoln, ao lado de Jim Erickson.